# サンユー薬品 (鳥取県)
サンユー薬品株式会社（サンユーやくひん）は、かつて存在した医薬品・一般用医薬品の卸売を中心とする日本の企業。地盤は鳥取。
合併した「新和薬品」は現在、東邦薬品グループの一社「セイエル」である。ただし当時の営業所は、アルフレッサグループの「ティーエスアルフレッサ」が継承している。

## 概要
- 本社は鳥取県鳥取市西品治818
- 代表取締役社長　大村大四郎

## 大株主
- 大村大四郎
- 河本重太郎
- 林兼太郎

## 沿革
- 1969年（昭和44年） - 鳥取県の「大村薬局」（鳥取市）卸部門・「林兼太郎薬局」（鳥取市）卸部門・「河本蘇生堂薬局」（倉吉市）卸部門が合併し「サンユー薬品株式会社」設立
- 1975年（昭和50年） - 岡山県岡山市の「新和薬品株式会社」と合併し「新和薬品・鳥取営業所」「新和薬品・倉吉営業所」となる。
- 1979年（昭和54年）3月 - 「新和薬品株式会社」の鳥取県の鳥取営業所・倉吉営業所を広島県の成和産業（現：ティーエスアルフレッサ）に譲渡

## 営業所
- 倉吉営業所・鳥取県倉吉市中ノ町798

## サンユーの主な取引メーカー
- 三共
- 武田薬品工業

## 新和薬品との合併後の主な取り引きメーカー
- 三共
- 中外製薬
- 萬有製薬
- 杏林製薬
- 稲畑産業

等

## 備考
1978年（昭和53年）新和薬品と杉本薬品の合併締結により、鳥取・倉吉の営業の効率等々の観点からその取り扱いが検討されていた。そこへ三共の強い働きがけがあり、紆余曲折の末、成和産業への譲渡が決定した。鳥取・倉吉営業所長の大村大四郎は成和産業の取締役へ就任する。